# Sebastian Schuppan
Sebastian Schuppan (Lauchhammer, 18 luglio 1986) è un allenatore di calcio ed ex calciatore tedesco, di ruolo centrocampista.